# 1426 Riviera
1426 Riviera је астероид главног астероидног појаса. Приближан пречник астероида је 15,44 ,
а средња удаљеност астероида од Сунца износи 2,579 астрономских јединица (АЈ).
Инклинација (нагиб) орбите у односу на раван еклиптике је 9,063 степени, а орбитални период износи 1512,969 дана (4,142 године). Ексцентрицитет орбите астероида износи 0,162.
Апсолутна магнитуда астероида износи 10,80 а геометријски албедо 0,354.
Астероид је откривен 1. априла 1937. године.